# レスリー・アン・ブラント
レスリー・アン・ブラント（Lesley-Ann Brandt、1981年12月2日- ）は、南アフリカの女優。

## 出演作品
- ドリフト（ラニ）
- ゾンビ・クロニクル2
- メンフィス・ビート ～南部警察 人情派～ シーズン2
- スパルタカス　ゴッド・オブ・アリーナ（ナエウィア）
- CHUCK/チャック シーズン4
- CSI:ニューヨーク シーズン7
- スパルタカス（ナエウィア）
- LUCIFER/ルシファー（マジキーン）
- GOTHAM/ゴッサムシーズン1
- ウォーキング・デッド: ザ・ワンズ・フー・リブ